# Crocus serotinus
Crocus serotinus är en irisväxtart som beskrevs av Richard Anthony Salisbury. Crocus serotinus ingår i släktet krokusar, och familjen irisväxter.

## Underarter
Arten delas in i följande underarter:
- C. s. clusii
- C. s. salzmannii
- C. s. serotinus

## Bildgalleri

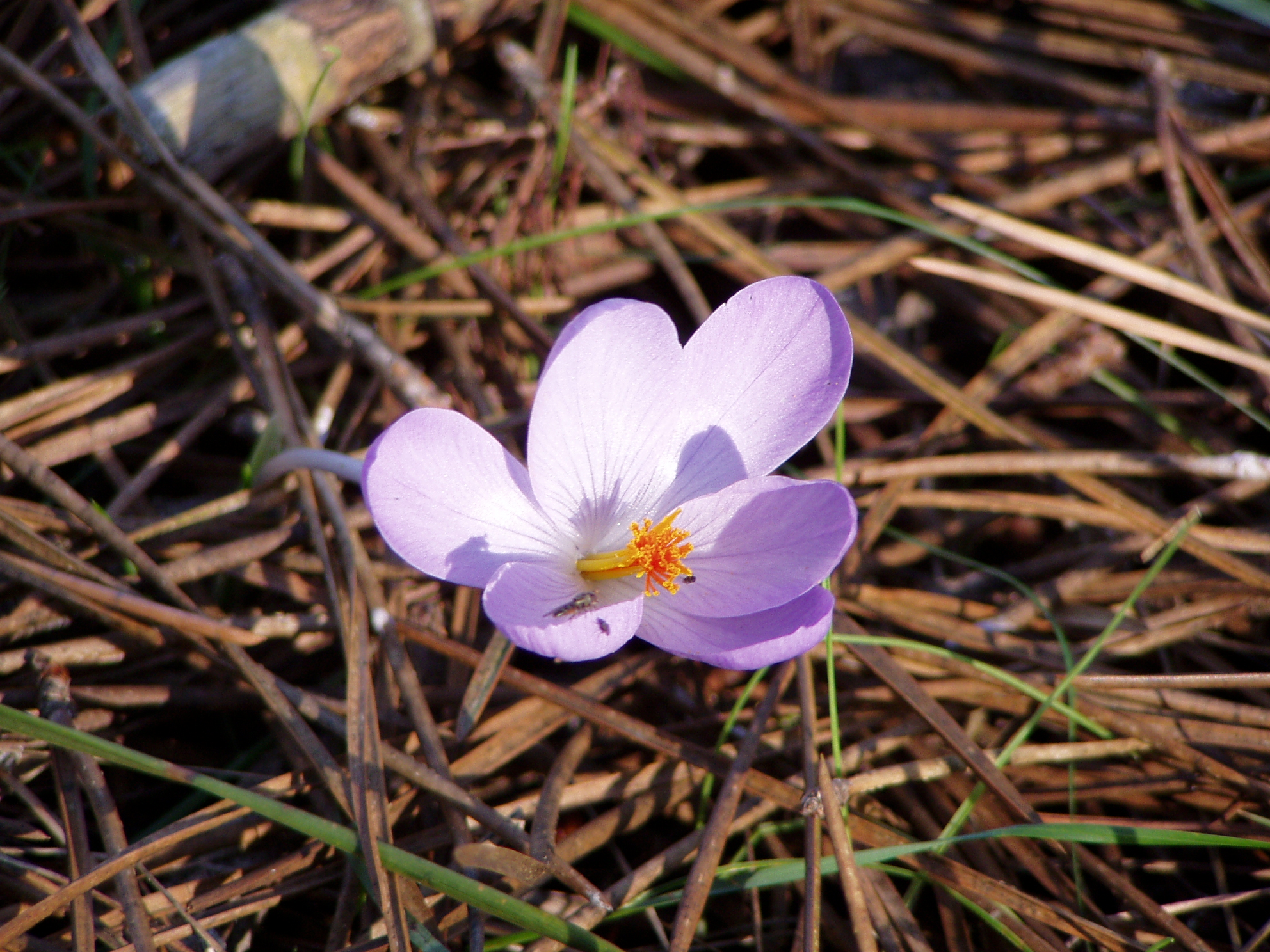
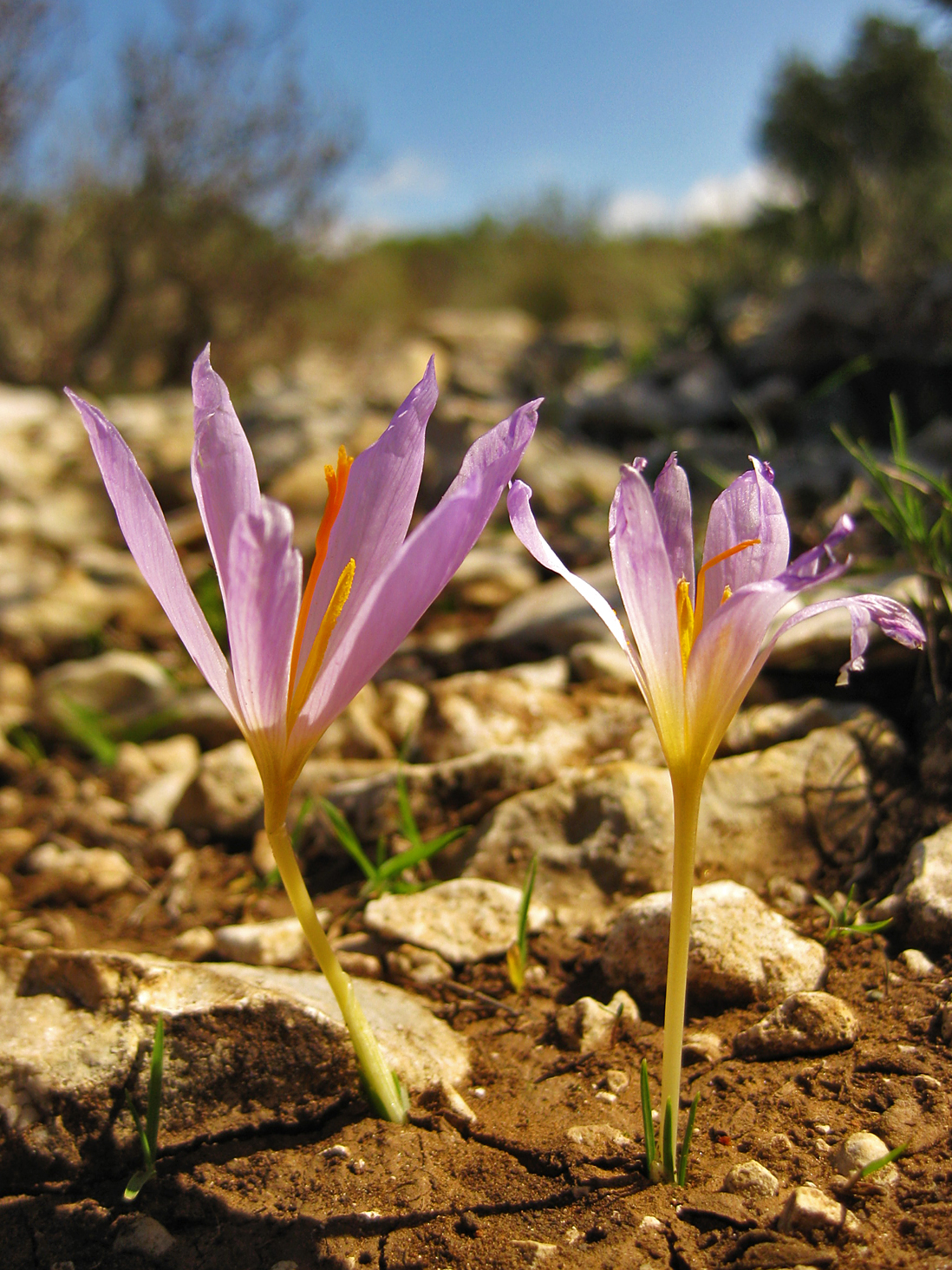
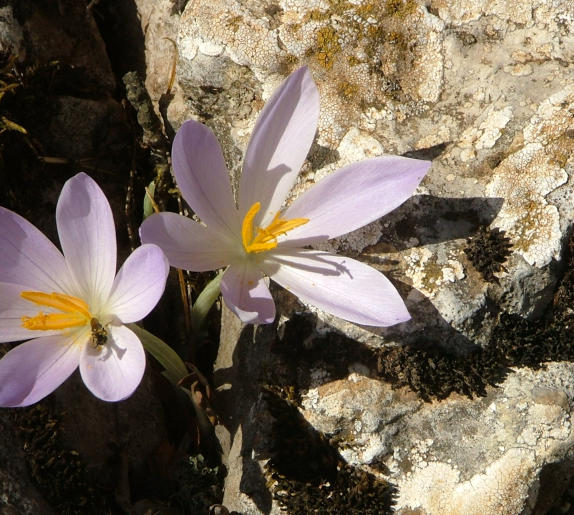
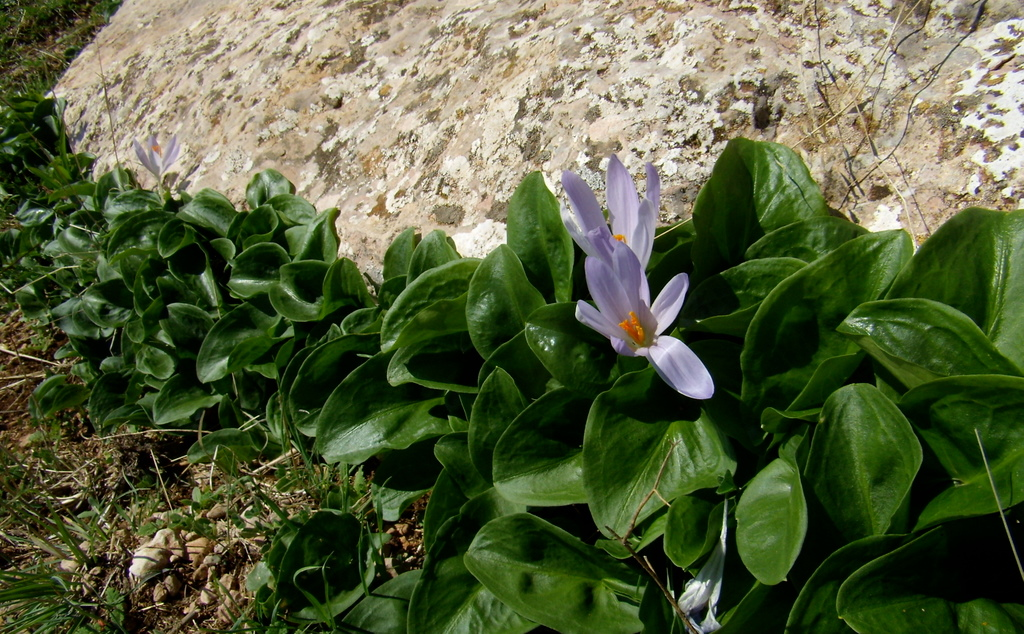